# Torre de' Busi
Torre de' Busi [ˈtorːe deˈbuːzi] (Tór di Büs [ˈtoɾ dɛˈbys] in dialetto bergamasco) è un comune italiano sparso di 2 276 abitanti della provincia di Bergamo, situato nella Valle San Martino e bagnato dal torrente Sonna.
Il comune è tornato a far parte della provincia di Bergamo dal 27 gennaio 2018 dopo un periodo di venticinque anni trascorso in provincia di Lecco (16 aprile 1992 - 26 gennaio 2018). Fa parte della Comunità montana Lario Orientale - Valle San Martino.

## Origini del nome
Il toponimo deriva dalla presenza di una torre di proprietà della famiglia Busi.

## Storia
Si ipotizza che il comune sia di origine romana, anche se non si sono riscontrate testimonianze: si ritiene che nelle vicinanze dell'abitato passasse la via militare romana che collegava Bergamo e Como. Certa è l'esistenza in epoca longobarda, periodo a cui risalgono gli affreschi nella chiesa di San Michele. Nel XIV secolo Torre de' Busi fu paese famoso per l'attività molitoria, dovuta alla presenza dei ruscelli Sonna e Bratta. Prima di mutare nome in Torre de' Busi il nome del luogo era Bretta, poiché il borgo era feudo dei Capitani della Bretta, probabilmente milanesi, che avevano proprietà in Brianza e a Cisano. Durante il periodo veneziano fiorì l'attività tessile, soprattutto quella della seta.

### Simboli
Lo stemma del comune di Torre de' Busi è stato concesso con decreto del Presidente della Repubblica del 6 agosto 1988.
Lo stemma riprende, con qualche variante negli smalti, quello della famiglia Busi, presente nel territorio almeno dal 1287 e che rivestì importanti incarichi ecclesiastici e amministrativi. I leoni sono il simbolo della Serenissima, che sostenne questa casata come ricompensa per i suoi servigi. La torre si riferisce al feudo e ricorda l'antica opera fortificata di cui ora non rimangono che pochi resti; la collina su cui è fondata simboleggia il territorio e la Valle San Martino dove è ubicato il paese.
Il gonfalone è un drappo partito di bianco e di rosso.

## Monumenti e luoghi d'interesse
Tra i monumenti va indicata la chiesa di San Gottardo del XVI secolo presente nella frazione omonima, la chiesa di San Michele, la chiesa dedicata a San Marco e Santa Maria delle Vittorie del Novecento nella frazione di San Marco.

## Società

### Evoluzione demografica
Abitanti censiti

### Etnie e minoranze straniere
Gli stranieri residenti al 1º gennaio 2018 erano 58, ovvero il 2,7% della popolazione.